# Gabriel-Marie Garrone

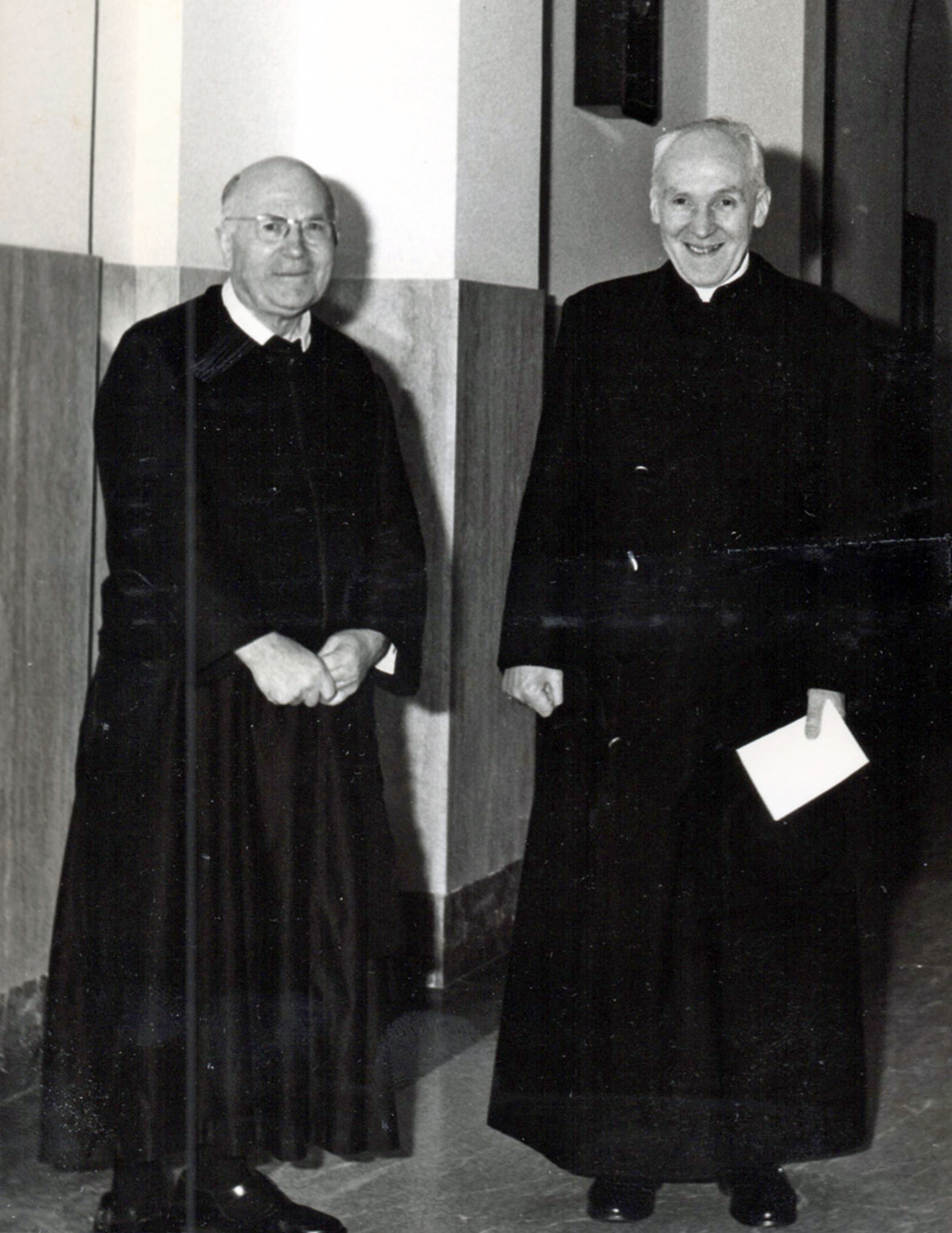
Kardinal Garrone (re.) bei einem Besuch in der Kirche Santa Marta, Rom (1968)

Kardinalswappen von Gabriel-Marie Garrone

Gabriel-Marie Kardinal Garrone (* 12. Oktober 1901 in Aix-les-Bains, Frankreich; † 15. Januar 1994 in Rom) war Erzbischof von Toulouse und später Kurienkardinal der römisch-katholischen Kirche.

## Leben
Gabriel-Marie Garrone studierte in Rom die Fächer Katholische Theologie und Philosophie. Er empfing am 11. April 1925 das Sakrament der Priesterweihe und arbeitete anschließend als Dozent am Knabenseminar und am Priesterseminar von Chambéry. In den Jahren 1939 bis 1945 diente er während des Zweiten Weltkrieges als Offizier in der französischen Armee. Nach seiner Entlassung aus der Kriegsgefangenschaft übernahm er die Leitung des Priesterseminars von Chambéry.
1947 ernannte ihn Papst Pius XII. zum Titularerzbischof von Lemnus und zum Koadjutorerzbischof des Erzbistums Toulouse. Die Bischofsweihe spendete ihm am 24. Juni 1947 der Koadjutorerzbischof von Cambrai, Émile Maurice Guerry; Mitkonsekratoren waren Frédéric Duc, Bischof von Saint-Jean-de-Maurienne, und Alfred Ancel, Weihbischof in Lyon.
Die Leitung des Erzbistums Toulouse übernahm Gabriel-Marie Garrone im Jahre 1956. Er nahm in den Jahren 1962 bis 1965 am Zweiten Vatikanischen Konzil teil und wurde 1966 Pro-Präfekt der Kongregation für Fragen der Seminare und Universitäten. 1967 nahm ihn Papst Paul VI. als Kardinalpriester mit der Titelkirche Santa Sabina in das Kardinalskollegium auf. Von 1968 bis 1980 stand Gabriel-Marie Garrone als Kardinalpräfekt der Kongregation für das Katholische Bildungswesen vor, 1982 wurde er Präsident des Päpstlichen Rates für Kulturfragen.
Gabriel-Marie Garrone starb am 15. Januar 1994 in Rom und wurde auf dem dortigen Friedhof Campo Verano beigesetzt.